# Lista de topónimos romanos na Europa
Esta é uma lista das designações romanas de localidades uma vez abrangidas pelo Império Romano na Europa.

## Alemanha
| Nome romano                     | Nome actual | Observações    |
| ------------------------------- | ----------- | -------------- |
| Aquae Grani                     | Aquisgrano  |                |
| Colônia Cláudia Ara Agripinense | Colónia     | Colónia romana |
| Confluenta                      | Coblença    |                |
| Castra Regina                   | Ratisbona   |                |
| Augusta dos Tréveros            | Tréveris    |                |

## Áustria
| Nome romano | Nome actual | Observações                                       |
| ----------- | ----------- | ------------------------------------------------- |
| Vindobona   | Viena       | Nome de origem celta, que significa cidade branca |

## Bulgária
| Nome romano          | Nome actual       | Observações |
| -------------------- | ----------------- | ----------- |
| Bonônia              | Vidin             |             |
| Nicópolis no Danúbio | ? Nikup           |             |
| Nova                 | próximo a Sistova |             |
| Odesso               | Varna             |             |
| Esco, Colônia Úlpia  | Gigen             |             |
| Filipópolis          | Plovdiv           |             |
| Raciária             | Artcher           |             |
| Sérica               | Sófia             |             |

## Croácia
| Nome romano | Nome actual | Observações |
| ----------- | ----------- | ----------- |
| Salona      | Solin       |             |
| Espalato    | Split       |             |

## Eslovénia
| Nome romano | Nome actual | Observações |
| ----------- | ----------- | ----------- |
| Emona       | Ljubljana   |             |

## Grécia
| Nome romano | Nome actual | Observações |
| ----------- | ----------- | ----------- |
| Atenas      | Atenas      |             |
| Corinto     | Corinto     |             |
| Esparta     | Esparta     |             |
| Salonica    | Salonica    |             |

## Hungria
| Nome romano | Nome actual | Observações |
| ----------- | ----------- | ----------- |
| Aquinco     | Budapeste   |             |

## Roménia
| Nome romano | Nome actual | Observações               |
| ----------- | ----------- | ------------------------- |
| Tômis       | Constança   | Local do exílio de Ovídio |

## Sérvia
| Nome romano | Nome actual       | Observações |
| ----------- | ----------------- | ----------- |
| Naísso      | Niš               |             |
| Raciária    | ? Arčar           |             |
| Singiduno   | Belgrado          |             |
| Sirmio      | Sremska Mitrovica |             |
| Viminácio   | Kostolac          |             |

## Suíça
| Nome romano                        | Nome atual        |
| ---------------------------------- | ----------------- |
| Acauno, Agauno                     | Saint-Maurice     |
| Seduno                             | Sion              |
| Às Fronteiras                      | Pfyn              |
| Águas Helvéticas                   | Baden             |
| Arbor Felix                        | Arbon             |
| Augusta Ráurica                    | Kaiseraugst       |
| Avêntico                           | Avenches          |
| Basileia                           | Bâle              |
| Berna                              | Berne             |
| Brienzola                          | Brienz            |
| Bruntrudo, Bruntrauto              | Porrentruy        |
| Curia                              | Coire             |
| Eburoduno                          | Yverdon-les-Bains |
| Ezelinga, Esselinga                | Esseling          |
| Genava                             | Genève            |
| Lusona                             | Lausanne          |
| Morgiis                            | Morges            |
| Novioduno (Colônia Júlia Equestre) | Nyon              |
| Octoduro                           | Martigny          |
| Petinesca                          | Studen            |
| Ponczirro                          | Baltschieder      |
| Soloduro/Saloduro                  | Soleure           |
| Suícia                             | Schwytz           |
| Túgio                              | Zoug              |
| Túrico, Tiguri                     | Zurique           |
| Urba                               | Orbe              |
| Vibisco                            | Vevey             |
| Vindonissa                         | Windisch          |
| Vituduro                           | Winterthour       |
| Eburoduno                          | Yverdon           |

## Turquia
| Nome romano    | Nome actual | Observações |
| -------------- | ----------- | ----------- |
| Arcadiópolis   | Lüleburgaz  |             |
| Calcedónia     | Calcedónia  |             |
| Constantinopla | Istambul    |             |
| Adrianópolis   | Edirne      |             |
| Sesto          | Sesto       |             |